# Alastaro kyrka
Alastaro kyrka är en kyrkobyggnad i före detta Alastaro kommun i Loimaa i Egentliga Finland. Den stod ursprungligen färdig 1751 då som Loimaa kyrka, byggd av Henrik Kattil. År 1841 flyttades den till sin nuvarande plats när den nuvarande Centrala Loimaa kyrka stod färdig och blev ny huvudkyrka. Den gamla kyrkan såldes och församlingsmedlemmarna i Alastaro köpte och flyttade den.  Den gamla kyrkans plats i Loimaa stod tom vid den tiden, men kvar fanns fortfarande staketet byggt av stockar.
Ursprungligen hade kyrkan avfasat kor. Den tillhör de hantverkskickliga och sällsynta blockpelarkyrkorna. Denna typ av kyrkor har uppenbarligen sitt ursprung i Österbotten.  Sidoutvidgningar var vapenhuset och sakristian.  I samband med flyttningen tillkom kyrkan ett 25 meter högt torn och de nuvarande högre sidoarmarna. De ritades av arkitekten Pehr Johan Gylich. Kyrkans nuvarande planlösning ritades av arkitekten Josef Stenbäck mellan 1896 och 1897. I förändringen tillkom små vindfång och en ny sakristia.  Kyrkans inre är en platt plankvalv, medan koret har ett avfasat tak.
Kyrkans altare är från 1752 och den 24-stämmiga orgeln som byggdes av Kangasala orgelfabrik är från 1954. Altartavlan målades av Jacobus Schultz 1741 med motiven Korsfästelsen, Nattvarden och Uppståndelsen. Kyrkogården har två skulpturer av Wäinö Aaltonen, ett monument vid hjältegravarna (1951) och skulptörens första offentliga verk, ett monument för de stupade 1918.

## Bilder

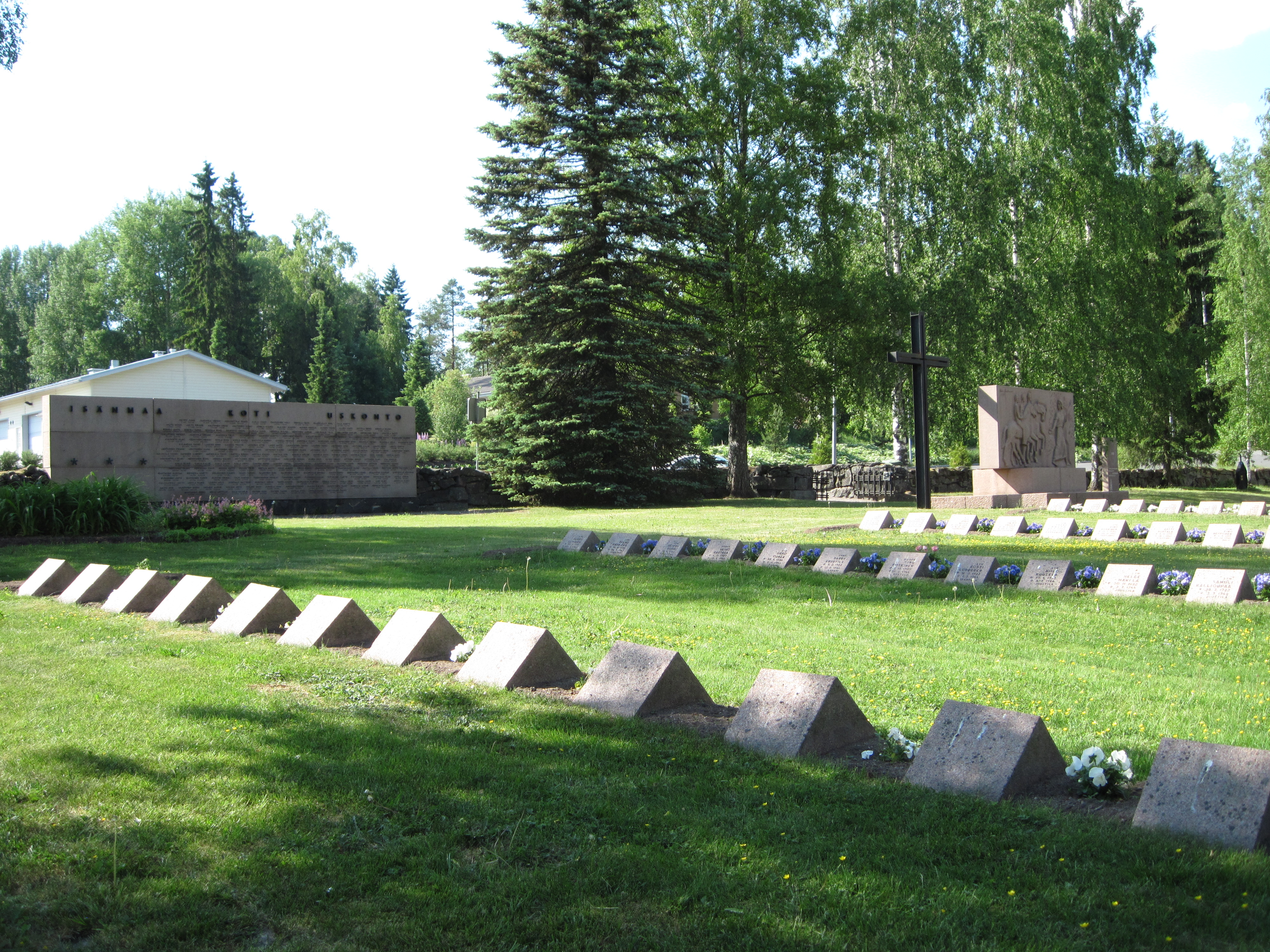
Hjältegravarna vid Alastaro kyrkav Fosterland, hem och tro.
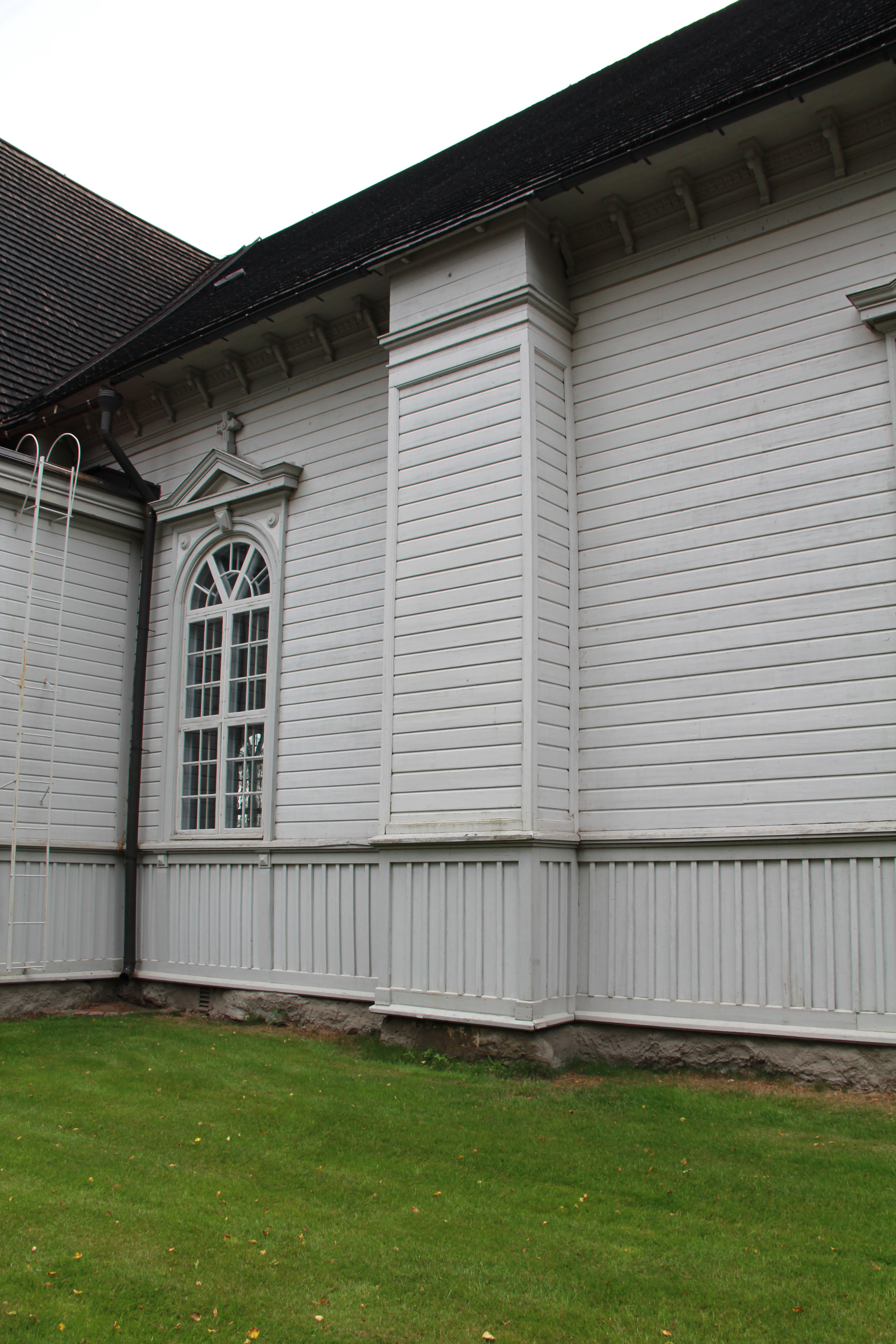
Blockpelare.